# Borgo San Giacomo
Borgo San Giacomo là một đô thị trong tỉnh tỉnh Brescia thuộc vùng Lombardia, Ý. Đô thị này có diện tích 29 km², dân số 4606 người. Các đơn vị dân cư trực thuộc là: Acqualunga, Padernello, Farfengo, Motella. Các đô thị giáp ranh gồm: Acqualunga, Padernello, Farfengo, Motella